# Royal Aircraft Factory C.E.1
Il Royal Aicraft Factory CE.1 era un idrovolante da ricognizione biplano imbarcato, sviluppato dall'azienda aeronautica britannica Royal Aircraft Factory nella seconda metà degli anni dieci del XX secolo e rimasto allo stadio di prototipo.

## Storia del progetto
Nel febbraio 1917, la Germania riprese la guerra sottomarina senza restrizioni contro la Gran Bretagna, la Francia e i loro Alleati, con conseguenti pesanti perdite per la navigazione mercantile senza scorta. Vi era una carenza di aerei da pattugliamento marittimo poiché i grandi idrovolanti Felixstowe F.2 non erano ancora entrati in servizio su larga scala e la Royal Aircraft Factory, nonostante il fatto che la maggior parte dei suoi aerei fosse destinata al servizio terrestre con il Royal Flying Corps, decise di progettare e costruire un idrovolante da pattugliamento costiero designato CE1 (Coastal Experimental 1) per aiutare a combattere la minaccia degli U-Boot.
I lavori di costruzione del primo prototipo del CE1, progettato da William Scott Farren, iniziarono nel luglio 1917, e videro la realizzazione di due esemplari (N97 e N98).

## Descrizione tecnica
L'idrovolante C.E.1 era un aereo biplano, biposto monomotore di costruzione lignea. Di configurazione simile al Sopwith Bat Boat prebellico era considerevolmente più grande, con uno scafo in legno caratterizzato da un singolo gradino; la parte poppiera dello scafo aveva la parte inferiore concava. La pinna e il timone, posizionati su travi, erano simmetrici sopra e sotto il piano di coda e il timone avevano un bilanciere a tromba a ciascuna estremità. La configurazione alare biplana, con montanti interpiano, vedeva le ali che si ripiegavano all'indietro, riducendo la larghezza a 20 ft e 7 in,  per facilitare lo stoccaggio. 
L'equipaggio era composto da due persone posizionate in abitacoli aperti posti in tandem. L'armamento pianificato era composto da un massimo di tre mitragliatrici Lewis su supporti a candela, mentre le bombe potevano essere trasportate sotto le ali inferiori.

## Impiego operativo
Il primo prototipo del CE1, alimentato da un motore V12 RAF 3 erogante la potenza di 230 CV (172 kW), azionante un'elica a quattro pale, , e persiane solo sulla metà superiore del suo radiatore, fu completato a Farnborough alla fine del 1917, venendo inviato ad Hamble vicino a Southampton per l'assemblaggio finale. I collaudi in volo iniziarono il 25 dicembre di quell'anno.  Nella sua forma originale, gli elevatori dello N.97 bilanciati a tromba e gli alettoni si estendevano verso l'interno quasi fino alla seconda coppia di montanti interpiano.
Il C.E.1 (N97) effettuò il suo volo inaugurale, pilotato dal suo progettista, il 17 gennaio 1918. Dopo alcune modifiche ai suoi comandi, fu inviato al Port Victoria Marine Experimental Aircraft Depot sull'isola di Grain per prove di servizio in aprile, venendo rapidamente seguito dal secondo prototipo (N98), che era alimentato da un motore Sunbeam Maori da 260 CV (190 kW) dotato di persiane su tutta la superficie del radiatore. Nell'aprile 1918 il C.E.1 (N97) fu utilizzato in una serie di esperimenti idrodinamici per verificare il
concordanza dei risultati in scala reale con quelli ottenuti mediante l'uso di un modello di scafo nel William Froude National Tank presso il National Physical Laboratory.. Durante queste prove la macchina era pilotata dal tenente Hackforth, e le prove successive furono effettuate dal capitano Goodwin.
Le prove dimostrarono che il CE1 era inferiore ai più grandi e potenti idrovolanti bimotore Felixstowe e non seguì alcuna produzione di serie.